# Povl Riis-Knudsen
Povl Heinrich Riis-Knudsen (né en 1949) est un néonazi danois. Il est surtout connu pour avoir écrit en 1984 National Socialism: A Left Wing Movement (« National-socialisme : Un mouvement de gauche ») et National Socialism: The Biological World View (« National-socialisme : La conception biologique du monde ») en 1987.

## Biographie
Riis-Knudsen s'est fait connaître pour la première fois lorsque Matt Koehl a pris la tête de l'Union mondiale des national-socialistes (WUNS) et a fait appel à Riis-Knudsen, déjà considéré comme un néonazi de premier plan au Danemark, comme son contact européen. Riis-Knudsen, qui estimait que le nazisme en Europe était paralysé par l'expérience historique du continent, s'est félicité de cette décision car il estimait que les États-Unis l'étaient moins. Il est devenu secrétaire général du WUNS. À cette période, il était à la tête d'une extension du groupe avec la participation de personnalités telles que Gaston-Armand Amaudruz en Suisse, Ramon Bau en Espagne et Victor DeCecco en Italie. Riis-Knudsen a rapidement perdu ce poste de secrétaire général car il ne partageait pas le désir de Koehl de former une religion basée sur le nazisme, affirmant que « les gens normaux étaient peu nombreux » lorsqu'il rendait visite aux partisans de Koehl. Après cette rupture, Riis-Knudsen a commencé à se concentrer davantage sur l'écriture.
Son travail fondateur est l'article de 1987 intitulé National Socialism - The Biological World View, dans lequel il affirme que le national-socialisme trouve son fondement dans les lois de la nature et qu'il est en fait l'aboutissement de la quête de la vérité comme principe de vie. Une grande partie de ce qu'il a écrit est basée sur le mysticisme de Savitri Devi.
Il a également publié National Socialism: A Left Wing Movement en 1984, qui soutient que la nature révolutionnaire du nazisme le distingue des voies réactionnaires de la droite, et que le nazisme est donc en fait une idéologie de gauche. En effet, selon lui : « C'est un fait historique que rien de bon n'est jamais sorti de l'aile droite. S'il n'y avait pas eu des révolutionnaires comme Copernic, Kepler, Giordano Bruno et Galilée, nous devrions toujours croire que la terre est plate et qu'elle est le centre de l'univers. Lorsque le capitalisme s'est développé, l'establishment n'a pas tenté de résoudre les problèmes sociaux résultant de la révolution industrielle, mais a continué à exploiter sans pitié la nouvelle classe ouvrière - donnant ainsi naissance à des pensées révolutionnaires telles qu'exprimées dans l'idéologie marxiste. Et toutes les avancées sociales nécessaires et justes que nous avons vues au cours des 100 dernières années n'ont été introduites qu'après une forte pression de la gauche, les conservateurs de droite battant constamment en retraite, essayant pitoyablement de préserver le plus de choses possible pour leurs intérêts ».
Riis-Knudsen en était venu à chercher un compromis avec le communisme, s'inscrivant ainsi dans une tendance de l'extrême droite européenne de l'époque à penser de cette manière. Aux côtés de Jean-François Thiriart, il a rejeté le marxisme absolu, mais a néanmoins été attiré par le communisme. Il est même allé jusqu'à visiter l'Union soviétique en 1978, ce qui a provoqué une polémique dans la presse danoise qui connaissait Riis-Knudsen comme un néo-nazi. Il en vint à considérer la Russie, plutôt que les États-Unis, comme les sauveurs de la race aryenne et fit cette rupture clairement dans A Left Wing Movement.
Au Danemark même, Riis-Knudsen a été président du Mouvement national-socialiste du Danemark (en), une organisation ouvertement néonazie fondée en 1970. En 1988, le mouvement comptait environ 1000 membres. Riis-Knudsen a établi un réseau de contacts dans toute l'Europe, en collaboration avec l'allemand Michael Kühnen et le négationniste Thies Christophersen, aussi allemand. Il a également écrit pour la CEDADE (Organisation néonazie espagnole) dans une édition spéciale de leur bulletin qui présentait Salvador Borrego, Wilfred von Oven et Richard Edmonds. Ces dernières années, il a eu des contacts internationaux, notamment avec Mark Cotterill et l'ancien porte-parole du Parti nazi américain, Martin Kerr.
Riis-Knudsen a suscité une nouvelle polémique à la fin des années 1980 lorsqu'il est apparu à la télévision pour demander que le Danemark soit purgé de tous les immigrants, que la peine de mort soit appliquée à toute personne surprise en train de transmettre le sida, que des camps de travail soient créés pour ses opposants politiques et que les non-blancs soient stérilisés. Cette intervention a suscité l'indignation en Norvège et en Suède et a été interdite de diffusion au Danemark. Il a également déclaré son soutien à la Palestine contre Israël et sa sympathie pour le fondamentalisme islamique, bien que cette déclaration soit contrebalancée par le désir de voir l'Islam expulsé d'Europe.
Expulsé du Mouvement national-socialiste du Danemark (en) en 1992 pour « métissage » puisqu'il s'est engagé avec un chrétienne palestinienne que Riis-Knudsen considère comme une « arabe blanche », le Mouvement national-socialiste du Danemark (en)  a quitté la WUNS et est passée au NSDAP/AO (en), un réseau international rival. Depuis, Riis-Knudsen s'est concentré sur la gestion de sa propre maison d'édition, Nordland-Verlag, à Aalborg. Celle-ci a suscité la controverse puisqu'elle a publié une série de livres sur le thème du négationnisme en langue danoise.